# S100 (Den Haag)
De S100 is een stadsroute in Den Haag en fungeert als een ringweg rondom het centrum van de stad. De weg wordt tevens bewegwijzerd als de Centrumring, niet te verwarren met de Ring Den Haag, een ringweg om de hele stad.
De Koningstunnel bij Station Den Haag Centraal maakt deel uit van de weg. 
De verbindingsroutes tussen de S100 en de Ring Den Haag zijn bewegwijzerd met de nummers S101 t/m S108. 

## Onderdoorgang Neherkade
Ruim 27.000 auto's razen langs Neherkade. Daardoor veroorzaakt er een knelpunt door een kruising tussen een tramlijn en Neherkade. 
In 2013 had een aannemersbedrijf BESIX een voorstel aan de gemeente Den Haag om 160 meter tunnel onder een tramlijn aan te leggen. De gemeente heeft dit plan goedgekeurd. Het kostte 25,5 miljoen euro. De korte tunnel werd gereed in 2015.

## Afbeeldingen

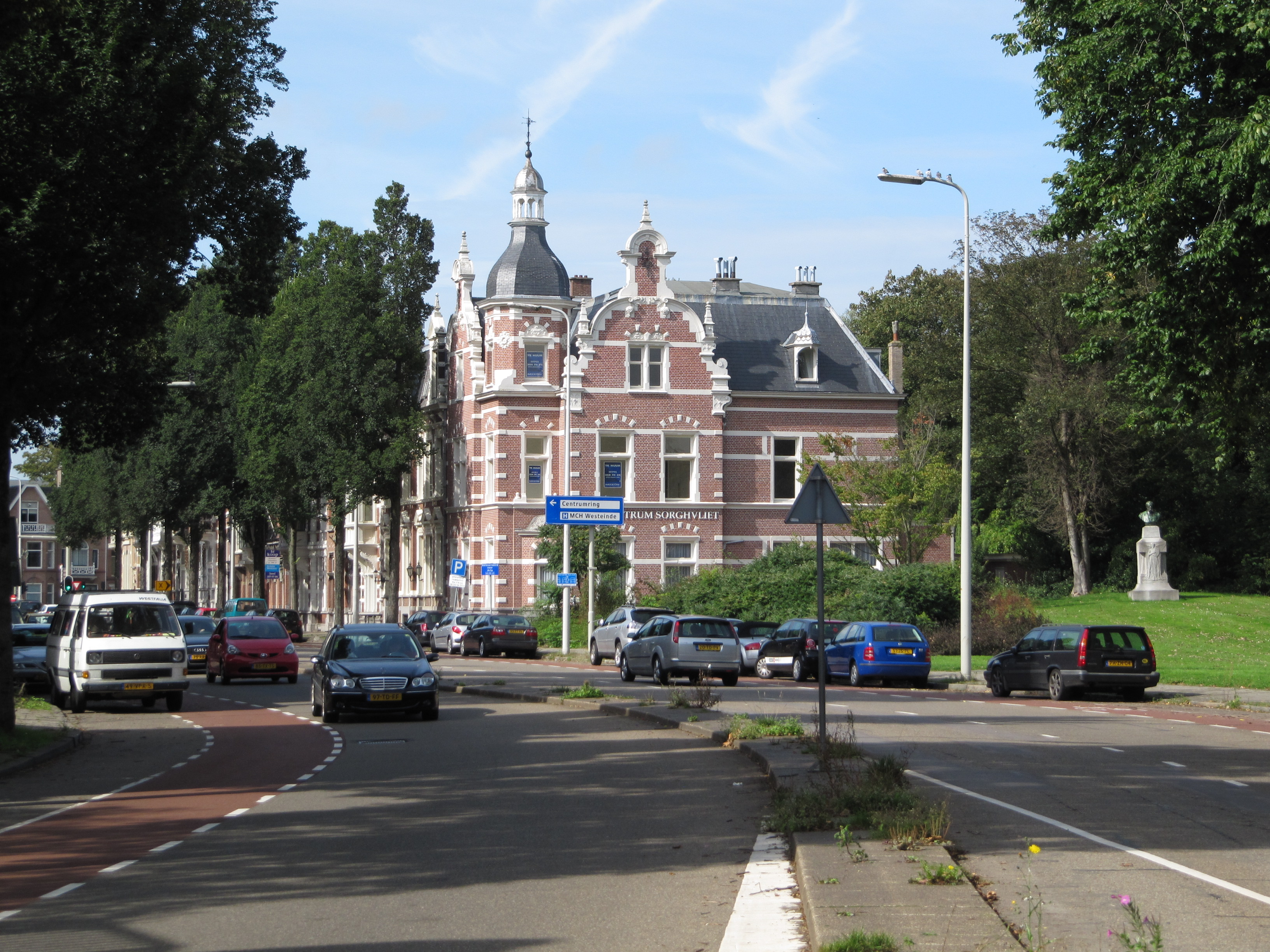
Groot Hertoginnelaan
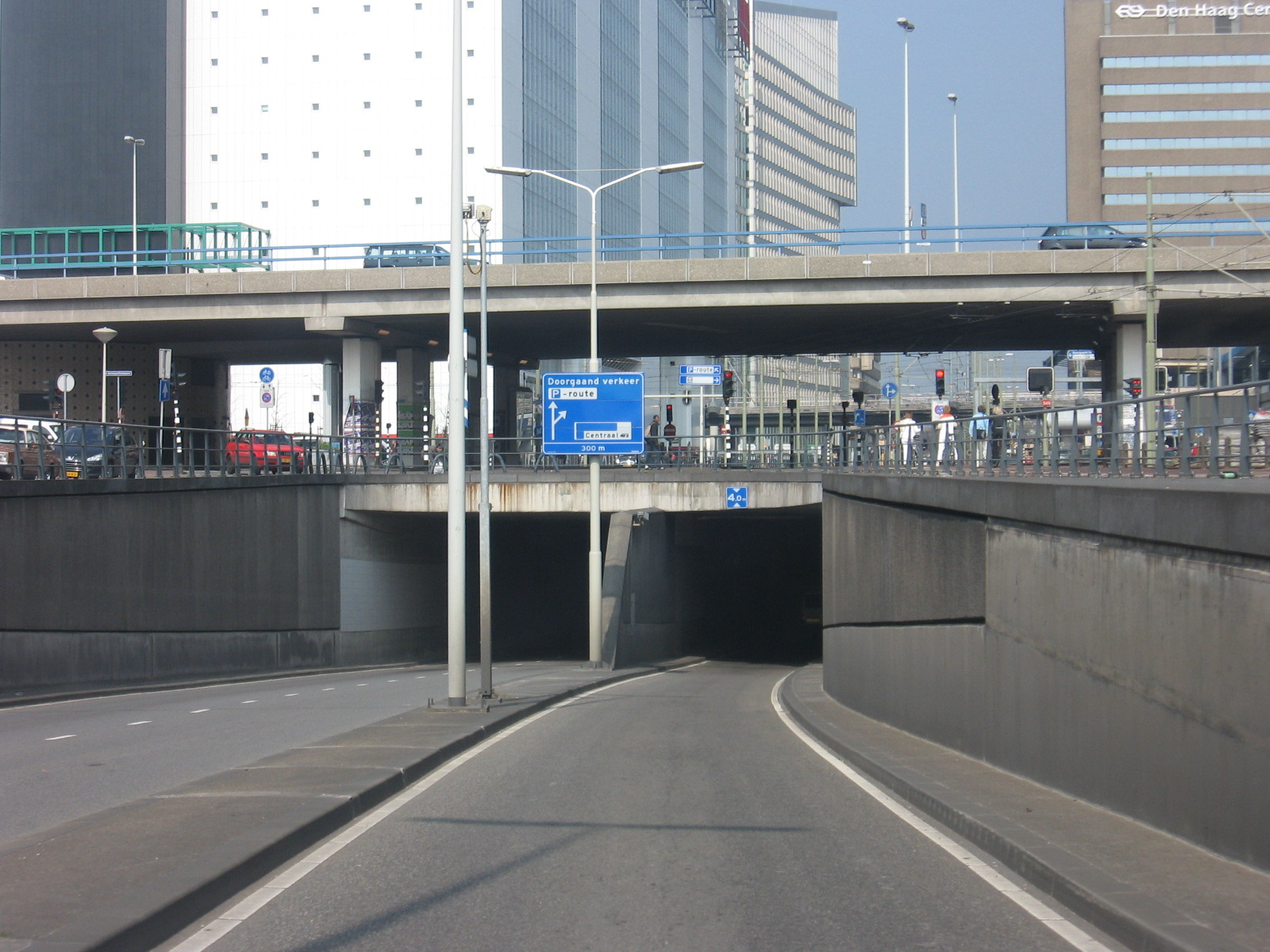
Koningstunnel bij Station Den Haag Centraal

 Den Haag ·   ·  ·  · · ·  ·  ·  ·  ·  ·  

 Haagsche tunnels: Koningstunnel · Hubertustunnel · Victory Boogie Woogietunnel